# Amtsgericht Haslach
Das Amtsgericht Haslach war ein Gericht der ordentlichen Gerichtsbarkeit in Haslach im Großherzogtum Baden. Zunächst gehörte es zum Bezirk des Hofgerichts des Mittelrheinkreises, später des Kreis- und Hofgerichts Offenburg.

## Geschichte
Das Amtsgericht Haslach wurde im Jahr 1857 im Rahmen der Trennung von Rechtsprechung und Verwaltung in Baden während der staatlichen Neuorganisation nach der Revolution 1848/49 gegründet. Sein räumlicher Zuständigkeitsbereich umfasste mit Haslach, Bollenbach, Fischerbach, Hausach, Hofstetten, Mühlenbach, Schnellingen, Steinach, Sulzbach und Welschensteinach die zehn Gemeinden des 1857 aufgelösten Bezirksamtes Haslach.
Dem Gericht war das Hofgericht des Mittelrheinkreises in Bruchsal übergeordnet. Im Jahre 1864 nahm das Kreis- und Hofgericht Offenburg die Stellung des übergeordneten Gerichts ein. Im Jahre 1872 wurde das Amtsgericht Haslach aufgehoben und das Amtsgericht Wolfach übernahm dessen Bezirk.